# NGC 3628
NGC 3628 (другие обозначения — UGC 6350, MCG 2-29-20, ZWG 67.58, ARP 317, VV 308, IRAS11176+1351, PGC 34697) — взаимодействующая спиральная галактика (Sb) в созвездии Льва.
Одно из популярных названий NGC 3628 — галактика «Гамбургер». Соседями галактики являются M65 и M66, а вся группа из этих трёх галактик называется Триплетом Льва. Предполагается, что гравитационные взаимодействия с соседними объектами привели к расширению и искривлению диска NGC 3628 и появлению приливного хвоста.
В галактике обнаружен ультраяркий рентгеновский источник.
Размер NGC 3628 — около 100 тысяч световых лет, она находится на расстоянии в 35 миллионов световых лет в северном весеннем созвездии Льва.
Этот объект входит в число перечисленных в оригинальной редакции «Нового общего каталога». Галактика NGC 3628 — единственная из хорошо известного триплета галактик в Льве, не входящая в каталог Шарля Мессье.
Галактика NGC 3628 входит в состав группы галактик NGC 3627. Помимо NGC 3628 в группу также входят NGC 3593, M65, NGC 3623, M66, NGC 3627, NGC 3596 и NGC 3666.